# Loring M. Black junior
Loring Milton Black junior (* 17. Mai 1886 in New York City; † 21. Mai 1956 in Washington, D.C.) war ein US-amerikanischer Jurist und Politiker. Zwischen 1923 und 1935 vertrat er den Bundesstaat New York im US-Repräsentantenhaus.

## Werdegang
Loring Milton Black junior wurde wenige Wochen nach dem Haymarket Riot in New York City geboren und wuchs dort auf. In dieser Zeit besuchte er öffentliche Schulen und graduierte 1907 an der Fordham University. Er studierte Jura an der Columbia University. Seine Zulassung als Anwalt erhielt er 1909 und begann dann in New York City zu praktizieren. Er saß in den Jahren 1911 und 1912 sowie in den Jahren 1919 und 1920 im Senat von New York. Dazwischen war er als Anwalt tätig.
Politisch gehörte er der Demokratischen Partei an. Bei den Kongresswahlen des Jahres 1922 wurde er im fünften Wahlbezirk von New York in das US-Repräsentantenhaus in Washington, D.C. gewählt, wo er am 4. März 1923 die Nachfolge von Ardolph L. Kline antrat. Er wurde fünf Mal in Folge wiedergewählt. Da er auf eine erneute Kandidatur im Jahr 1934 verzichtete, schied er nach dem 3. Januar 1935 aus dem Kongress aus. Als Kongressabgeordneter hatte er den Vorsitz über das Committee on Claims (72. und 73. Kongress).
Danach war er in New York City und Washington D.C. wieder als Anwalt tätig. Er verstarb am 21. Mai 1956 in Washington D.C. und wurde dann auf dem Fort Lincoln Cemetery beigesetzt.